# 張軌 (西魏)
張 軌（ちょう き、生没年不詳）は、中国の北魏から西魏にかけての政治家・軍人。字は元軌。本貫は済北郡臨邑県。

## 経歴
高平県令の張崇の子として生まれた。若い頃は洛陽にあって、家が貧しく、楽安の孫樹仁と莫逆の友となり、たびたび衣服を交換して外出することで知られた。529年、爾朱栄の下で元顥を討ち、討寇将軍・奉朝請となった。張軌はよく「秦雍の間に、必ずや王たる者がいる」と親しい人に語っていた。爾朱氏が敗北した後、張軌は関中に入り、賀抜岳の下で記室参軍となった。まもなく倉曹に転じ、鎮遠将軍の位を加えられた。官倉に欠乏が生じると、自分の着ている衣服を売って、欠乏を補った。
534年、賀抜岳が殺害されると、張軌は宇文泰の下で都督となり、侯莫陳悦に対する討伐に従った。侯莫陳悦が平定されると、張軌は洛陽に使者として立った。斛斯椿と面会して宇文泰の人柄を訊ねられ、「宇文公は文は国を経営するに足り、武は乱を平定できます。識見は高く度量は遠大で、わたくしめには測りかねるところです」と答えた。斛斯椿は「誠に卿の言うとおりであれば、真にたのむべき人物だ」と言って、宇文泰は行台に任ぜられ、張軌は郎中に任ぜられた。孝武帝が関中に入ると、張軌は中書舎人に任ぜられ、寿張県子に封ぜられた。左将軍・済州大中正を加えられ、著作佐郎を兼ね、起居注の修撰にあたった。給事黄門侍郎に転じ、吏部郎中を兼ねた。
540年、河北郡太守として出向した。河北郡にあること3年、治績を挙げて名声は高かった。入朝して丞相府従事中郎となり、行武功郡事をつとめた。章武公宇文導が秦州に駐屯すると、張軌はその長史となった。撫軍将軍・大都督・通直散騎常侍の位を加えられた。
552年、車騎大将軍・儀同三司・散騎常侍に進んだ。553年、宇文氏の姓を賜り、行南秦州事をつとめた。555年、召還されて度支尚書となり、また隴右府長史に任ぜられた。在官のまま死去した。享年は55。諡は質といった。張軌は清貧な生活を送ったため、死去のときに家には財産がなく、ただ書籍が数百巻あるのみであった。
子の張粛は、北周の明帝の初年に宣納上士となり、中外府記室参軍に転じ、中山公宇文訓の侍読をつとめた。

## 伝記資料
- 『周書』巻三十七 列伝第二十九
- 『北史』巻七十 列伝第五十八